# Shūe Matsubayashi
Shūe Matsubayashi (松林 宗恵, Matsubayashi Shūe), né le 7 juillet 1920 à Sakurae et mort le 15 août 2009 dans la préfecture de Shimane, est un réalisateur et un scénariste de film japonais.

## Biographie
Shūe Matsubayashi a étudié à l'université Nihon et à l'université de Ryūkoku.
Il a réalisé près de 70 films entre 1952 et 1992.

## Filmographie partielle

### Années 1950
- 1952 : Les Fossettes de Tokyo (東京のえくぼ, Tokyo no ekubo?)[2]
- 1953 : Les Nuits de Hawaï (ハワイの夜, Hawai no yoru?) co-réalisé avec Masahiro Makino
- 1953 : Senkan Yamato (戦艦大和?)
- 1953 : Seishun jazu musume (青春ジャズ娘?)
- 1954 : Hana to hatō (花と波濤?)
- 1954 : Toran būran: Tsuki no hikari (トラン・ブーラン 月の光?)
- 1955 : L'Homme-torpille (人間魚雷回天, Ningen gyōrai kaiten?) sur les sous-marins suicides Kaiten[3]
- 1955 : Tsuki ni tobu kari (月に飛ぶ雁?)
- 1955 : Asakusa no oni (浅草の鬼?)
- 1955 : Fūryū kōban nikki (風流交番日記?)
- 1956 : Tengoku wa dokoda (天国はどこだ?)
- 1956 : Ani to sono imōto (兄とその妹?)
- 1956 : Kon'yaku yubiwa (婚約指輪?)
- 1957 : Hikage no musume (ひかげの娘?)
- 1957 : Bibō no miyako (美貌の都?)
- 1957 : Aoi sanmyaku: Shinko no maki (青い山脈 新子の巻?)
- 1957 : Zoku aoi sanmyaku: Yukiko no maki (続青い山脈 雪子の巻?)
- 1958 : Shachō sandaiki (社長三代記?)
- 1958 : Zoku shachō sandaiki (続・社長三代記?)
- 1958 : Fūryū onsen nikki (風流温泉日記?)
- 1958 : Daigaku no ninki mono (大学の人気者?)
- 1959 : Shachō taiheiki (社長太平記?)
- 1959 : Zoku shachō taiheiki (続・社長太平記?)
- 1959 : Mariko jijoden: Hana saku seiza (まり子自叙伝 花咲く星座?)
- 1959 : Sensuikan I-57 kofuku sezu (潜水艦イ－５７降伏せず?)

### Années 1960
- 1960 : Gendai sarariman: Ren'ai bushidō (現代サラリーマン 恋愛武士道?)
- 1960 : Tempête sur le Pacifique (ハワイ・ミッドウェイ大海空戦 太平洋の嵐, Hawai Middouei daikaikusen: Taiheiyo no arashi?)
- 1960 : Ganbare! Bangaku (がんばれ！盤獄?)
- 1961 : Shachō dochuki (社長道中記?)
- 1961 : Zoku shachō dochuki: Onna oyabun taiketsu no maki (続・社長道中記 女親分対決の巻?)
- 1961 : La Dernière Guerre de l'Apocalypse (世界大戦争, Sekai daisenso?)
- 1962 : Sarariman shimizu minato (サラリーマン清水港?)
- 1962 : Zoku sarariman shimizu minato (続サラリーマン清水港?)
- 1962 : Shin kitsune to tanuki (新・狐と狸?)
- 1963 : La Victoire des aigles (太平洋の翼, Taiheiyo no tsubasa?)[4]
- 1963 : Shachō gaiyūki (社長外遊記?)
- 1963 : Zoku shachō gaiyūki (続社長外遊記?)
- 1964 : Shachō shinshiroku (社長紳士録?)
- 1964 : Zoku shachō shinshiroku (続社長紳士録?)
- 1964 : Kon'nichiwa akachan (こんにちは赤ちゃん?)
- 1964 : Banji o kane (万事お金?)
- 1965 : Shachō ninpōchō (社長忍法帖?)
- 1965 : Zoku shachō ninpōchō (続社長忍法帖?)
- 1966 : Shachō gyōjōki (社長行状記?)
- 1966 : Zoku shachō gyōjōki (続社長行状記?)
- 1966 : Tenamonya Tōkaidō (てなもんや東海道?)
- 1967 : Shachō senichiya (社長千一夜?)
- 1967 : Zoku shachō senichiya (続社長千一夜?)
- 1967 : Tenamonya yūrei dōchū (てなもんや幽霊道中?)
- 1968 : Shachō hanjōki (社長繁盛記?)
- 1968 : Zoku shachō hanjōki (続社長繁盛記?)
- 1969 : Shachō enmachō (社長えんま帖?)
- 1969 : Zoku shachō enmachō (続社長えんま帖?)

### Années 1970
- 1970 : Shachō gaku ABC (社長学ＡＢＣ?)
- 1970 : Zoku shachō gaku ABC (続社長学ＡＢＣ?)
- 1976 : Kigeki: Hyakkuten manten (喜劇 百点満点?)
- 1976 : Koi no kūchū buranko (恋の空中ぶらんこ?)
- 1976 : Joōbachi (女王蜂?)
- 1979 : Kanpaku sengen (関白宣言?)

### Années 1980 et 1990
- 1981 : Rengo kantai (連合艦隊?)
- 1983 : Fushigi na kuni: Nippon (ふしぎな國 日本?)
- 1983 : Yamashita shōnen monogatari (山下少年物語?)
- 1987 : Gorufu yoakemae (ゴルフ夜明け前?)
- 1992 : Shōrishatachi (勝利者たち?)